# 보잉 707
보잉 707(Boeing 707)은 보잉에서 개발한 최초의 4발 제트엔진 협동체 여객기로, 1954년 개발된 보잉 367-80기에 바탕을 두었다. 1958년 초도 비행 이래 1979년까지 생산되어 민간 항공수송에 큰 획을 그은 기종이다. 또한 이후 제작된 보잉 720, 보잉 727, 보잉 737, 그리고 보잉 757의 기체에 기반을 두거나 일부를 혼용하여 생산하였다. 이 항공기는 대서양 횡단에 주로 사용하였으며 대부분 알고 있는 E-3 센트리와 C-137 스트라토라이너가 바로 해당 항공기의 군용버전으로 가장 많은 군용기의 기반이 되었다는 특징이 있다.

## 개발

### 프로토타입의 개발
제 2차 세계대전 당시, 보잉은 군용기 제작에 중점을 두었다. 특히 성공적으로 평가된 B-17 플라잉 포트리스와 B-29 수퍼포트리스를 대체하기 위한 폭격기를 개발하였는데 기존의 프로펠러 방식 대신 제트엔진 구조인 B-47 스트라토제트와 B-52 스트라토포트리스를 개발하였다. 이렇게 군용부분에 집중하면서 민항기 부분에서는 당시 경쟁사인 더글러스에 크게 뒤처져 있었다. 이에 따라 기존에 생산되던 보잉 307 스트라토라이너와 보잉 314 클리퍼를 대체하기 위한 항공기를 개발하기 시작하였고 이에 후퇴익 구조에 4발 터보제트엔진을 갖춘 프로토타입 보잉 367-80을 개발하였다.

### 생산
보잉 367-80에 기반을 두어 보잉사 최초의 제트여객기인 보잉 707-120기가 1957년 5월 20일 처음 생산에 들어갔고 다음해인 1958년 9월 18일, 연방항공청의 인증을 받았다.

### 개량개발
콴타스 항공은 초기형인 보잉 707-120기의 동체를 단축하여 긴 항속거리의 항공기를 요구하였고, 이에 보잉사는 동체를 3m 축소한 보잉 707-138기를 생산하였다. 또한 브래니프 국제항공은 강력한 엔진을 탑재한 707-220을 도입하였고 영국항공은 자국의 엔진 제조사인 롤스로이스의 엔진을 적용한 707-400기를 도입하였다. 또한 대부분의 나라에서 사용한 707-320기의 경우는 해당 항공기부터 터보팬 구조의 엔진을 장착하여 연료효율성을 증대하였으며 동체강화를 하여 B라는 단어를 붙였다.

## 엔진과 개발
강력한 제트 엔진의 장착은 더욱 거대한 동체를 가진 항공기의 제작을 가능하게 하였으며, 커다란 동체에 의한 넓은 내부 공간은 항공기 여행객들에게 전에 없었던 안락함을 선사해 주었다. 이는 항공 여객 운송에 있어 제트 여객기 시대의 도래를 알리는 서막이었다. 보잉 707의 성공은 다른 항공기 제작사들도 제트기 개발에 나서게 되는 계기가 되었다.
이 기종의 개발 도중, 경쟁사들의 관심을 돌리기 위해 보잉은 대형 프로펠러 항공기를 개발 중인 것으로 소문을 퍼뜨렸다는 에피소드가 있다.
초기형에는 터보제트 엔진이 장착되었으나, 후기형에는 터보팬 엔진이 장착되어 연비가 개선되었다.

## 파생형
- -120 형식 : 초기 생산형. 프랫앤 휘트니 (P & W)의 터보 제트 엔진 " JT3C "형식을 탑재했다.
- -220 형식 : -120 기체에 "JT3C"형 엔진의 파워업 버전 "JT4A"형식을 탑재 했으나 연비가 나쁘다는 이유로 영국항공만 뽑았다.
- -320 Intercontinental 형식 : -220의 동체와 날개를 연장 탑재량을 늘린 발전형으로, 연료 탑재량이 증가해 항속거리가 늘어난 것을 과시하기 위해 인터콘티넨털의 애칭이 생겼다.
- -320B 형식 : -320에 P&W의 터보팬 엔진 "JT3D-3B"형식을 탑재한 것이 -320B이다.
- -420 형식 : -320형을 기반으로 영국 제의 터보팬 엔진과 롤스로이스, 콘웨이는 "Mk.508"형식을 탑재한 것이 -420이다.
- 720 형식 : 당시 아직 터보프롭 항공기와 프로펠러 기가 주류를 차지하고 있던 짧은 중단거리용 항공기로의 취역을 목표로 개발됐다.

## 제원
| 항목                | 720 (707-020)                  | 707-120B                       | 707-320B                                                                                                   |
| ------------------- | ------------------------------ | ------------------------------ | --- |
| 조종사              | 3                              | 3                              | 3 |
| 좌석수              | 140                            | 110 (2클래스) 179 (1클래스)    | 147(2클래스) 202 (1클래스)                                                                                 |
| 길이                | 41.25 m                        | 44.07 m                        | 46.61 m |
| 날개폭              | 39.90 m                        | 39.90 m                        | 44.42 m |
| 높이                | 12.65 m                        | 12.93 m                        | 12.93 m |
| 최대이륙중량 (MTOW) | 222,000 파운드 (100,800 kg)    | 257,000 파운드 (116,570 kg)    | 333,600 파운드 (151,320 kg)                                                                                |
| 체공중량            | 46,785kg                       | 55,580kg                       | 66,406kg                                                                                                   |
| MTOW시 이륙거리     | 2,515 m                        | 3,330 m                        | 3,280 m |
| 최대 연료 탑재량    | 16,060 US gal (60,900 l)       | 17,330 US gal (65,590 l)       | 23,820 US gal (90,160 l)                                                                                   |
| 최대탑재시 순항거리 | 6,820km                        | 6,820km                        | 6,920km |
| 최대순항거리        | 7,040 km                       | 8,704 km                       | 10,650 km                                                                                                  |
| 최대속도            | 1000km/h 마하(0.82)            | 1000km/h 마하(0.82)            | 972km/h 마하(0.79)                                                                                         |
| 엔진 (4 x)          | P&W JT3C-7: 12,000lbf (53.3kN) | P&W JT3D-1: 17,000lbf (75.6kN) | P&W JT3D-3: 18,000lbf (80kN) P&W JT3D-7: 19,000lbf (84.4kN) 엔진1개당 (30384마력) 총엔진4개 (12만1536마력) |

## 사용
1979년에 단종된 상태이나, 이 기종은 세계의 많은 나라에서 여전히 사용되고 있다.
군용으로도 개수되어 조기 경보기, 공중 급유기로 현재까지도 미국, 프랑스 등지에서 사용되고 있으며, 계속적인 개수를 통한 성능 개선이 이루어지고 있다.
1980년대까지 미국 대통령의 전용기도 이 기종이었다. 138B형은 유명 할리우드 스타 존 트라볼타가 소유하고 있는 것으로도 유명하다.(본래는 콴타스 항공의 소유)
대한항공 858편 폭파 사건의 사고 기종 형식이 707-320이며, 해당 사고 기체는 대한항공이 보유했던 707들 중 유일하게 대한항공이 자체주문한 기체라 보잉이 대한항공에 부여한 커스터머 코드(BCC)인 B5가 붙어 있었다. 나머지 707들은 타 항공사에서 임차 혹은 중고로 도입했다.

## 같이 보기
- 보잉 367-80
- 보잉 KC-135 스트래토탱커
- 보잉 720
- 보잉 727
- 보잉 737
- 더 해빌런드 DH.106 코멧
- 컨베어 880
- 컨베어 990
- 더글러스 DC-8
- 일류신 Il-62
- 보잉 커스터머 코드